# Silo mediterraneus
Silo mediterraneus là một loài trong họ Goeridae. Loài này phân bố ở miền Cổ bắc.